# Yosef Chaim Sonnenfeld

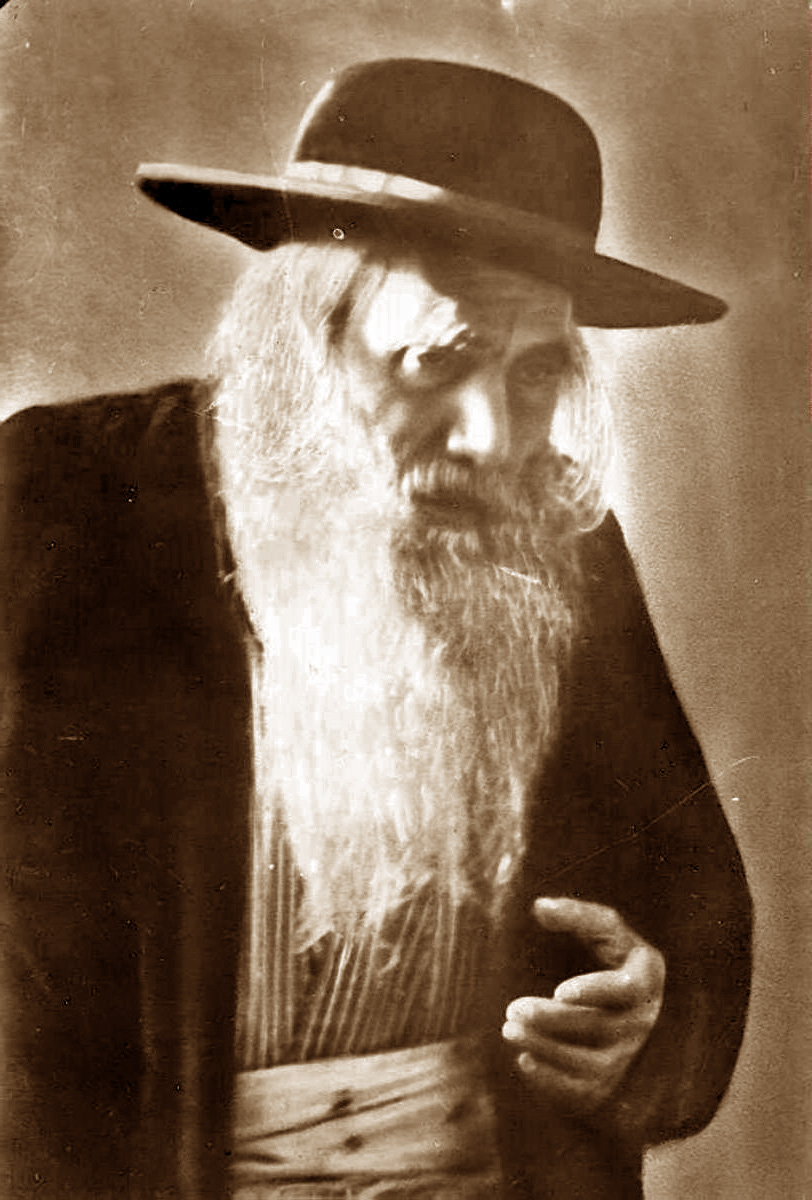
Yosef Chaim Sonnenfeld

Yosef Chaim Sonnenfeld (Vrbové (Slowakije), 1849 - Jeruzalem, 1932) was de opperrabbijn van Jeruzalem van 1919 tot 1932.
Zijn vader, Avraham Shlomo Sonnenfeld, stierf toen hij nog maar vier jaar oud was.
Rabbijn Sonnefeld was mede-oprichter van de Edah HaChareidis, een overkoepelende organisatie van charedische (ultraorthodox), Asjkenazisch-Joodse bewegingen in Jeruzalem.